# Teócrito

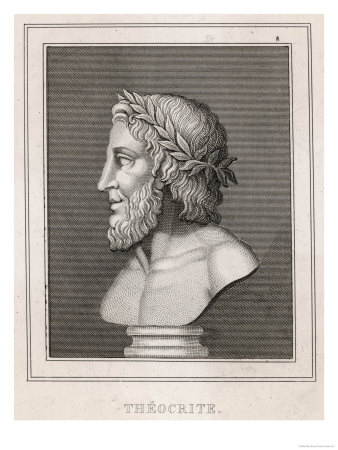

Teócrito (en griego antiguo: Θεόκριτος, Theócritos; Siracusa, Sicilia, c. 310 a. C. - c. 260 a. C.) fue un poeta griego helenístico. Se le considera el fundador de la poesía bucólica o pastoril.

## Vida
Se sabe muy poco de él, más allá de lo que se puede deducir a partir de su obra. Se cree que pudo  residir en Cos, una de las islas del mar Egeo. Lo protegieron el tirano Hierón II de Siracusa y el rey Ptolomeo II Filadelfo en Alejandría, donde también residió, llegando a conocer a Calímaco. En sus versos alude a estos dos lugares y en ambos sitúa algunos de sus poemas.
No se sabe con certeza en qué año nació, pero las principales etapas de su vida deben de situarse entre los años 300 y 260 a. C. Hacia el 274 a. C. residía aún en Siracusa, ya que por entonces compuso su poema XVI, dedicado a Hierón II. En cambio, el XVII es un homenaje al rey Ptolomeo II Filadelfo y debió escribirse entre el 274 y 270 a. C., lo que hace suponer que su traslado desde Siracusa a Alejandría ocurrió entre estas dos fechas.
Teócrito, más que ningún otro contemporáneo, es el poeta de la ciudad de Alejandría. Afinca en ella géneros exóticos como el mimo, de origen siciliano, y responde a la figura del poeta de corte, al hombre urbano, lo cual contradice en cierto modo su imagen de fundador de la bucólica.

## Obra
Es considerado el poeta del amor y de la simplicidad de la naturaleza y las costumbres campesinas. Supo aunar lo dramático y lo lírico en una treintena de sus llamados Idilios (‘poemitas’ en griego), canciones dialogadas en su mayor parte entre pastores que se cuentan sus penas de amor en mitad de un paisaje paradisíaco que el autor identificó con la región griega de Arcadia. También compuso epigramas. Utilizó el dialecto dórico de Sicilia y creó un género que fue continuado por Mosco de Siracusa y Bión de Esmirna.
Su obra poética se puede dividir en tres grupos, atendiendo al género: poemas bucólicos, poemas de tema mitológico y mimos.

### Idilios y poemas bucólicos
Los escenarios son campestres, los protagonistas son pastores, vaqueros o cabreros, hay ganados que pastan y multitud de términos pastoriles. El tema suele ser erótico y los cánticos y la música están presentes continuamente. Sin embargo, los hechos son más complejos: por ejemplo, el poema III reproduce el género como o ronda, que es de origen urbano.
A este grupo pertenecen también poemas que, como el XX, XXI y XXVII, contienen algunos elementos rurales. En bastantes de ellos se alterna el diálogo o el relato con canciones, elemento que hace intervenir a la música y que quedará para la posteridad como uno de los signos típicos de la poesía pastoral. Los temas de estas canciones suelen ser eróticos o míticos.

### Himnos y épica
A este grupo pertenecen todos los poemas que son de tema mitológico y que pueden ser englobados en géneros como la épica y el himno. Es el caso de los poemas XIII, XVIII, XXII, XXIV, XXV y XXVI, así como el poema titulado Berenice.
Algunos de estos textos representan un tipo de poesía con grandes innovaciones respecto a los modelos antiguos; sus materias míticas son sometidas a un tratamiento antiheroico y humanizador, que reduce la estatura moral de los héroes hasta aproximarlos al hombre de la época. En el plano formal, esto se complementa con la parcelación de las antiguas sagas, de modo que aparece ante nuestros ojos tan solo algún episodio aislado.

### Mimos
Los mimos son idilios de marcado carácter urbano, como por ejemplo el II y el XV. En estos textos Teócrito cultiva un género que adquirió un gran auge a lo largo de los siglos III y II a. C., pero con claro distanciamiento de sus orígenes populares. Sus mimos, aunque más estrictamente dramáticos que en el caso de su contemporáneo Herodas, con frecuencia aparecen contaminados con elementos épicos y líricos.

## Influencia
El género bucólico creado por Teócrito perduró hasta el siglo XVIII. En su propia época fue imitado por Mosco de Siracusa y Bión de Esmirna. Longo imitó el ambiente pastoril de los Idilios en su novela Dafnis y Cloe, y Virgilio reavivó esa tradición en sus Bucólicas, que llamó Églogas. 
Durante el Renacimiento, Giovanni Boccaccio (Ninfale d'Ameto) y Jacopo Sannazaro (Arcadia) se inspiraron en la obra de Teócrito y sus seguidores para crear la novela pastoril, que tendría cultivo hasta principios del siglo XVII. Más tarde, el género bucólico reverdeció a través de los poemas pastoriles de los poetas del Neoclasicismo.